# Open Your Eyes (Alice)
Open Your Eyes è un singolo della cantante italiana Alice, è stato scritto da Peter Hammill, ed è il primo estratto dall'album Exit, pubblicato nel 1998. Il brano ha visto la partecipazione vocale della cantante inglese Skye Edwards, front-woman del gruppo britannico Morcheeba.

## Video musicale
Il videoclip è stato diretto da Nick Small ed è stato girato a Londra.

## Tracce
1. Open Your Eyes (feat. Skye) – 4:07